# Susanne Hirzel
Susanne Hirzel (née le 7 août 1921 à Untersteibach et morte le 4 décembre 2012) est une résistante allemande contre le nazisme dans le mouvement La Rose blanche (Weiße Rose).

## Biographie

### L'avant-guerre
Susanne Hirzel est née le 7 août 1921 à Untersteinbach, une localité de l'arrondissement de Öhringen où son père, le pasteur libéral Ernst Hirzel, occupe son premier poste. Elle est l'aînée de six enfants et la petite-fille du géographe Robert Gradmann. Vers 1928, la famille s'installe à Ulm qui offre de meilleures conditions scolaires pour les enfants. À partir de 1932, elle y fréquente le lycée humaniste (aujourd'hui Humboldt-Gymnasium). Plusieurs membres du groupe de résistance La Rose blanche (Weiße Rose) sont issus de ce lycée : Hans Scholl, Hans Hirzel, Franz J. Müller, Heinrich Guter et Heinz Brenner.
À l'adolescence, Susanne Hirzel est une membre enthousiaste du Bund Deutscher Mädel (Association des filles allemandes, BDM), l'organisation nazie des jeunes filles mais prend peu à peu ses distances, notamment parce que l'idéologie nazie lui semble en contradiction avec ses convictions religieuses. Elle déclare dans un entretien, que l'endoctrinement politique n'est qu'un des aspects parmi d'autres de l'organisation. Elle devient même cheffe de troupe (Scharführerin).
Elle fait la connaissance de Sophie Scholl au BDM et se lie d'amitié avec elle. Elle rencontre souvent ses parents ainsi que son frère Hans Scholl et sa sœur Inge Scholl. Tous ces jeunes gens prennent leurs distances avec le mouvement nazi et finissent par développer une haine envers Hitler. Elle déclare avoir été influencée par Robert Scholl, le père de ses amis, fortement antinazi.
Après avoir obtenu leur diplôme d'études secondaires au printemps 1940 et pour éviter d'être réquisitionnées pour le Service du travail obligatoire, les deux jeunes femmes commencent une formation d'institutrice ensemble au séminaire protestant Froebel à Ulm-Söflingen. En 1941, Susanne Hirzel réussit l'examen d'entrée à l'Académie de musique de Stuttgart, tandis que Sophie Scholl étudie la biologie et la philosophie à Munich après son service de travail.

### Résistance au nazisme
En 1942, un groupe d'étudiants de l'Université de Munich, parmi lesquels Hans et Sophie Scholl, fondent le groupe de résistance La Rose blanche.
À la fin de l'année, Sophie Scholl invite Susanne Hirzel à rejoindre la résistance. Son frère, Hans Hirzel, de trois ans son cadet, est déjà engagé avec le groupe de la Rose blanche. Fin 6 janvier 1943, Susanne et Hans Hirzel déposent le cinquième tract de la Rose blanche dans différentes boîtes aux lettres de Stuttgart. Intitulé « Un appel à tous les Allemands ! », il adopte un ton plus politique que les précédents : « Allemands ! Est-ce que vous et vos enfants voulez subir le même sort qui est arrivé aux Juifs ? Voulez-vous être jugés selon les mêmes normes ? Sommes-nous pour toujours la nation qui est haïe et rejetée par toute l'humanité ? Non. Détachez-vous du gangstérisme national-socialiste. Prouvez par l'action que vous pensez autrement ! Déchirez le manteau d'indifférence dont vous avez recouvert votre cœur ! Décidez-vous avant qu'il ne soit trop tard ». Cette action est préparée avec Franz J. Müller dans l'église Martin Luther d'Ulm dont Ernst Hirzel est le pasteur à cette époque. Le mouvement de résistance de la Rose blanche est fortement marqué de christianisme,,.
Selon la Gestapo, plus de 10 000 exemplaires de ce tract ont été distribués et elle prend l'affaire au sérieux. Le fait que les tracts soient apparus simultanément dans de nombreuses villes, suggère en effet une organisation puissante.
Le 18 février Hans et Sophie Scholl sont arrêtés alors qu'ils disséminent le sixième tract de la Rose blanche dans les locaux de l'Université de Munich. Le 22 février 1943, le jour où ils sont exécutés, Susanne Hirzel est également arrêtée avec son frère. Le 19 avril, lors du deuxième procès devant le Tribunal populaire à Munich, dirigé par Roland Freisler, les résistants Kurt Huber, Willi Graf et Alexander Schmorell sont condamnés à mort. Susanne Hirzel est condamnée à six mois de prison parce qu'il n'a pas été possible de prouver qu'elle connaissait le contenu des tracts distribués, puisqu'ils lui ont été remis sous enveloppe. Son frère Hans Hirzel est condamné à cinq ans de prison,.
Susanne Hirzel purge sa peine dans l'établissement pénitentiaire pour femmes Gotteszell à Schwäbisch Gmünd. Tous les huit membres de sa famille ont survécu à la Seconde Guerre mondiale.

### Extrême-droite
Après 1945, Susanne Hirzel travaille pendant treize ans comme professeure de violoncelle en Suisse, où elle s'est mariée. Pendant ce temps, elle rédige une méthode de violoncelle très connue en plusieurs volumes, qui a été rééditée plusieurs fois par Bärenreiter-Verlag.
Treize ans plus tard, elle retourne en Allemagne dans sa région natale de Souabe.
Son livre de souvenirs Vom Ja zum Nein. Eine schwäbische Jugend 1933 bis 1945 paraît en 1998. Elle y affirme que les Alliés « voulaient exterminer autant d'Allemands que possible » lors de leurs raids aériens sur les villes allemandes, et que les camps de concentration allemands ont suivi « l'exemple » de Staline et des Britanniques dans la guerre des Boers. En 2002, dans une interview à Junge Freiheit, elle déplore que la presse ne traite de l'ère nazie que par le biais de l'Holocauste et passe sous silence les souffrances et les accomplissements des soldats allemands. Il lui est reproché de trop souvent rejeter la faute sur autrui,.
Après la publication de ses mémoires, Susanne Hirzel apparaît souvent dans les écoles en tant que témoin contemporain.
Susanne Hirzel devient active au sein du parti Die Republikaner (les Républicains), aux relents d'extrême-droite. En 2009, elle se présente sur la liste de ce parti aux élections locales, à la consternation des membres de la Fondation Rose Blanche (Weiße Rose-Stiftung) et de certains descendants des résistants de la Rose blanche morts assassinés,.
Elle est aussi engagée dans le mouvement citoyen Pax Europa ( Bürgerbewegung Pax Europa, BPE) contre l'islamisation de l'Allemagne. Ses prises de position lui valent d'être régulièrement mise en avant, voire manipulée, par la presse extrémiste. En 2009, elle est interviewée pour le portail internet américain anti-islamique Stop Islamization of America (SIOA) et son interview est diffusée, entre autres, par le BPE et sur le blog anti-islamique Politically Incorrect (PI). Dans une interview en octobre 2009, elle déclare : « Le fanatisme, la prétention absolue de posséder la seule vérité et la simplicité spirituelle sont très similaires entre l'islam et le nazisme »,,. Quelques mois avant sa mort, elle annonce qu'elle veut rétablir le groupe La Rose blanche afin de lutter contre le retour du fascisme des soixante-huitards qui sont installés aux postes de pouvoir,. Cette nouvelle Rose Blanche a été condamnée pour incitation à la haine raciale puis le jugement annulé.
Rainer Oechslen rapporte avoir rencontré Susanne Hirzel en octobre 2010 pour essayer de comprendre sa haine contre l'islam. Elle déclare alors ne pas connaître grand chose à l'islam et aimerait qu'on lui explique cette religion...
Elle passe les dernières années de sa vie à Stuttgart où elle meurt le 4 décembre 2012.
Susanne Hirzel est identifiée dans le Mémorial de la Rose Blanche à Ulm.

## Publications
- (de) Vom Ja zum Nein. Eine schwäbische Jugend 1933 bis 1945, Tübingen, Silberburg-Verlag, 2000,  (ISBN 3-87407-368-8).
- (de) Violoncello-Schule. Kassel, Bärenreiter-Verlag, 1960 (réed. 200919); (ISMN 979-0-006-43927-0)
  - Traduction française, L' École du violoncelle - Cahier 1, Bärenreiter

## Filmographie
Susanne Hirzel participe à deux films documentaires :
- (de) Die Widerständigen. Zeugen der Weißen Rose, de Katrin Seybold, 2008[14]
- (de) Sophie Scholl - Allen Gewalten zum Trotz..., de Marieke Schroeder, 2005[15]